# Estación MGM Grand
MGM Grand es una estación de Monorriel de Las Vegas. La estación es actualmente la terminal del Monorriel de Las Vegas.

## Hoteles cercanos
- MGM Grand
- New York-New York Hotel & Casino
- Tropicana Resort & Casino
- Excalibur Hotel and Casino
- Hooters Casino Hotel

- Datos: Q6123194